# Lijst van Belgische ministers zonder portefeuille
Dit is een lijst van Belgische ministers zonder portefeuille.

## Lijst
| Minister | Minister                                    | Partij | Partij                              | Begin             | Einde            | Regering(en)                                                       | Bevoegdheid                                                                                          |
| -------- | ------------------------------------------- | ------ | ----------------------------------- | ----------------- | ---------------- | ------------------------------------------------------------------ | --- |
|          | Paul Devaux (1801-1880)                     |        | Liberalen                           | 28 maart 1831     | 10 juli 1831     | De Sauvage                                                         | Lid van de Ministerraad                                                                              |
|          | Joseph Lebeau (1794-1865)                   |        | Liberalen                           | 4 augustus 1831   | 22 augustus 1831 | De Mûelenaere                                                      | Lid van de Ministerraad                                                                              |
|          | Barthélemy de Theux de Meylandt (1794-1874) |        | Katholieken                         | 12 november 1831  | 30 december 1831 | De Mûelenaere                                                      | Lid van de Ministerraad                                                                              |
|          | Félix de Mérode (1791-1857)                 |        | Katholieken                         | 12 november 1831  | 18 februari 1839 | De Mûelenaere Goblet-Lebeau De Theux de Meylandt I                 | Lid van de Ministerraad                                                                              |
|          | Felix de Mûelenaere (1793-1862)             |        | Katholieken                         | 13 april 1841     | 12 augustus 1847 | De Mûelenaere-Nothomb Nothomb Van de Weyer De Theux de Meylandt II | Lid van de Ministerraad                                                                              |
|          | Edouard d'Huart (1800-1884)                 |        | Katholieken                         | 30 juli 1845      | 12 augustus 1847 | Van de Weyer De Theux de Meylandt II                               | Lid van de Ministerraad                                                                              |
|          | Jules Malou (1810-1886)                     |        | Katholieke Partij                   | 24 juli 1870      | 5 december 1870  | D'Anethan                                                          | Lid van de Ministerraad                                                                              |
|          | Barthélemy de Theux de Meylandt (1794-1874) |        | Katholieke Partij                   | 7 december 1871   | 21 augustus 1874 | De Theux-Malou                                                     | Lid van de Ministerraad                                                                              |
|          | Eugène Beyens (1855-1934)                   |        | extraparlementair                   | 26 juli 1915      | 18 januari 1916  | De Broqueville I                                                   | Lid van de Ministerraad                                                                              |
|          | Julien Davignon (1854-1916)                 |        | Katholieke Partij                   | 18 januari 1916   | 12 maart 1916    | De Broqueville II                                                  | Lid van de Ministerraad                                                                              |
|          | Emile Vandervelde (1866-1938)               |        | BWP                                 | 18 januari 1916   | 4 augustus 1917  | De Broqueville II                                                  | Lid van de Ministerraad                                                                              |
|          | Paul Hymans (1865-1941)                     |        | Liberale Partij                     | 18 januari 1916   | 12 oktober 1917  | De Broqueville II                                                  | Lid van de Ministerraad                                                                              |
|          | Eugène Goblet d'Alviella (1846-1925)        |        | Liberale Partij                     | 18 januari 1916   | 21 november 1918 | De Broqueville II, Cooreman                                        | Lid van de Ministerraad                                                                              |
|          | Emile Brunet (1863-1945)                    |        | BWP                                 | 1 januari 1918    | 21 november 1918 | De Broqueville II, Cooreman                                        | Lid van de Ministerraad                                                                              |
|          | Emile Francqui (1863-1935)                  |        | extraparlementair (liberaal)        | 20 mei 1926       | 15 november 1926 | Jaspar I                                                           | Lid van de Ministerraad                                                                              |
|          | Jules Ingenbleek (1876-1953)                |        | Liberale Partij                     | 12 juni 1934      | 7 november 1934  | De Broqueville V                                                   | Lid van de Ministerraad                                                                              |
|          | Paul van Zeeland (1893-1973)                |        | Katholieke Unie (extraparlementair) | 12 juni 1934      | 7 november 1934  | De Broqueville V                                                   | Lid van de Ministerraad                                                                              |
|          | Emile Francqui (1863-1935)                  |        | extraparlementair (liberaal)        | 20 november 1934  | 19 maart 1935    | Theunis IV                                                         | Lid van de Ministerraad                                                                              |
|          | Emile Vandervelde (1866-1938)               |        | BWP                                 | 25 maart 1935     | 26 mei 1936      | Van Zeeland I                                                      | Lid van de Ministerraad                                                                              |
|          | Paul Hymans (1865-1941)                     |        | Liberale Partij                     | 25 maart 1935     | 26 mei 1936      | Van Zeeland I                                                      | Lid van de Ministerraad                                                                              |
|          | Prosper Poullet (1868-1937)                 |        | Katholieke Unie                     | 25 maart 1935     | 26 mei 1936      | Van Zeeland I                                                      | Lid van de Ministerraad                                                                              |
|          | Paul-Emile Janson (1872-1944)               |        | Liberale Partij (extraparlementair) | 16 april 1939     | 18 april 1939    | Pierlot II                                                         | Lid van de Ministerraad                                                                              |
|          | Paul-Emile Janson (1872-1944)               |        | Liberale Partij (extraparlementair) | 3 september 1939  | 8 januari 1940   | Pierlot III                                                        | Lid van de Ministerraad                                                                              |
|          | Hendrik De Man (1885-1953)                  |        | BWP                                 | 3 september 1939  | 8 januari 1940   | Pierlot III                                                        | Lid van de Ministerraad                                                                              |
|          | Charles de Visscher (1884-1973)             |        | extraparlementair (katholiek)       | 26 september 1944 | 12 februari 1945 | Pierlot VI en Pierlot VII                                          | Minister Zonder Portefeuille                                                                         |
|          | August De Schryver (1898-1991)              |        | Katholiek Blok                      | 26 september 1944 | 12 februari 1945 | Pierlot VI en Pierlot VII                                          | Lid van de Ministerraad                                                                              |
|          | Raymond Dispy (1903-1980)                   |        | PCB (extraparlementair)             | 26 september 1944 | 16 november 1944 | Pierlot VI                                                         | Minister Zonder Portefeuille                                                                         |
|          | Fernand Demany (1904-1977)                  |        | PCB (extraparlementair)             | 26 september 1944 | 16 november 1944 | Pierlot VI                                                         | Minister Zonder Portefeuille                                                                         |
|          | Paul Kronacker (1897-1994)                  |        | Liberale Partij                     | 12 december 1944  | 13 maart 1946    | Pierlot VII, Van Acker I en Van Acker II                           | Minister Zonder Portefeuille (tot 12 februari 1945) Lid van de Ministerraad (vanaf 12 februari 1945) |
|          | Henri Carton de Wiart (1869-1951)           |        | PSC                                 | 11 augustus 1949  | 8 juni 1950      | G. Eyskens I                                                       | Lid van de Ministerraad                                                                              |
|          | Octave Dierckx (1882-1955)                  |        | Liberale Partij                     | 11 augustus 1949  | 8 juni 1950      | G. Eyskens I                                                       | Lid van de Ministerraad                                                                              |